# メドフォード (オレゴン州)
メドフォード（英: Medford）は、アメリカ合衆国オレゴン州ジャクソン郡に位置する都市であり、同郡の郡庁所在地である。人口は8万5824人（2020年）。メドフォード都市圏の中心都市であり、都市圏人口は20万7010人（2010年）で、オレゴン州内では第4位の都市圏だった。メドフォードという市名は土木技師デイビッド・ローリングの故郷マサチューセッツ州メドフォードに因んで名付けられた。ローリングはオレゴン・アンド・カリフォルニア鉄道の技師であり、通行権のエージェントだった。またベア・クリークの中間（ミドル）浅瀬（フォード）にあるのでメドフォードになったという認識もある。

## 歴史
1883年、S・L・ドルソンとデイビッド・ローリングが率いる1群の鉄道測量士が、現在のゴールドヒルに近いロックポイントに到着した。彼等はオレゴン・アンド・カリフォルニア鉄道敷設のためにローグ・バレーを抜ける最善のルートを見出す任務があった。近くのジャクソンビル住人はその町と現在のクレア・ハンリー樹木園に近い「ハンリー・ビュート」との間を鉄道が通ることを期待した。このような動きはジャクソンビルにとって繁栄を保証する以上のものだったが、ドルソンがベア・クリーク近くに鉄道を敷くことを決めた。
ジャクソンビル住人の反応は複雑だったが、その決定は変わらなかった。1883年11月までに駅を建設する場所が選定され、チャールズ・J・ハワードが率いる測量チームは新しい町の区画を引くことに忙しかった。彼等は11月初旬にその仕事を終え、開発用の82のブロックが決められた。
ニューハンプシャー州出身でフリーメイソンだったジェイムズ・サリバン・ハワードが1884年1月に町で最初の建物を建設したと発表した。ただし、鍛冶屋のエミル・ピールが12月半ばに「中央駅」で事業の宣伝を行っていた。
また町の設立者アイラデル・ジャドソン・フィップスとチャールズ・ウェズレー・ブロバックの農園が、町の区画を決める前に既に存在していたと指摘する者もいる。何れにしてもジェイムズ・サリバン・ハワードの家が建てられてから1か月に満たない2月6日には、その店がメドフォードの初代郵便局になり、ハワードが郵便局長になった。郵便局ができたことで、オレゴン州議会は1885年2月24日にメドフォードを町として法人化することになった。1905年には市制を布いた。ハワードはメドフォードができてから最初の10年間郵便局長を務めさらに1919年11月13日に死ぬときにもその職を務めていた。
20世紀の初めは移行期だった。メドフォードでは3年前に水に流された古い橋の代わりにベア・クリークに新しく鉄橋を造った。橋が無ければ対岸に渡ろうとする者は浅瀬を歩いて渉るしかなく、通常は馬に曳かせた荷車を使っていた。最初の自動車がこの町に来たのは1903年になってからだった。町の区画が決められた直後に薬剤師のジョージ・H・ハスキンスがドラッグストアを開店し、1903年にはその店の中にメドフォード図書館協会が小さな図書室を開くことを認めた。その5年後に図書室はメドフォードの新しい市役所に移転し、さらに4年後、アンドリュー・カーネギーの寄付で専用図書館が建設されることになった。メドフォード・カーネギー図書館の建設は1912年に完工した。
1927年、メドフォードはジャクソン郡の郡庁所在地という肩書きを近くのジャクソンビルから奪った。

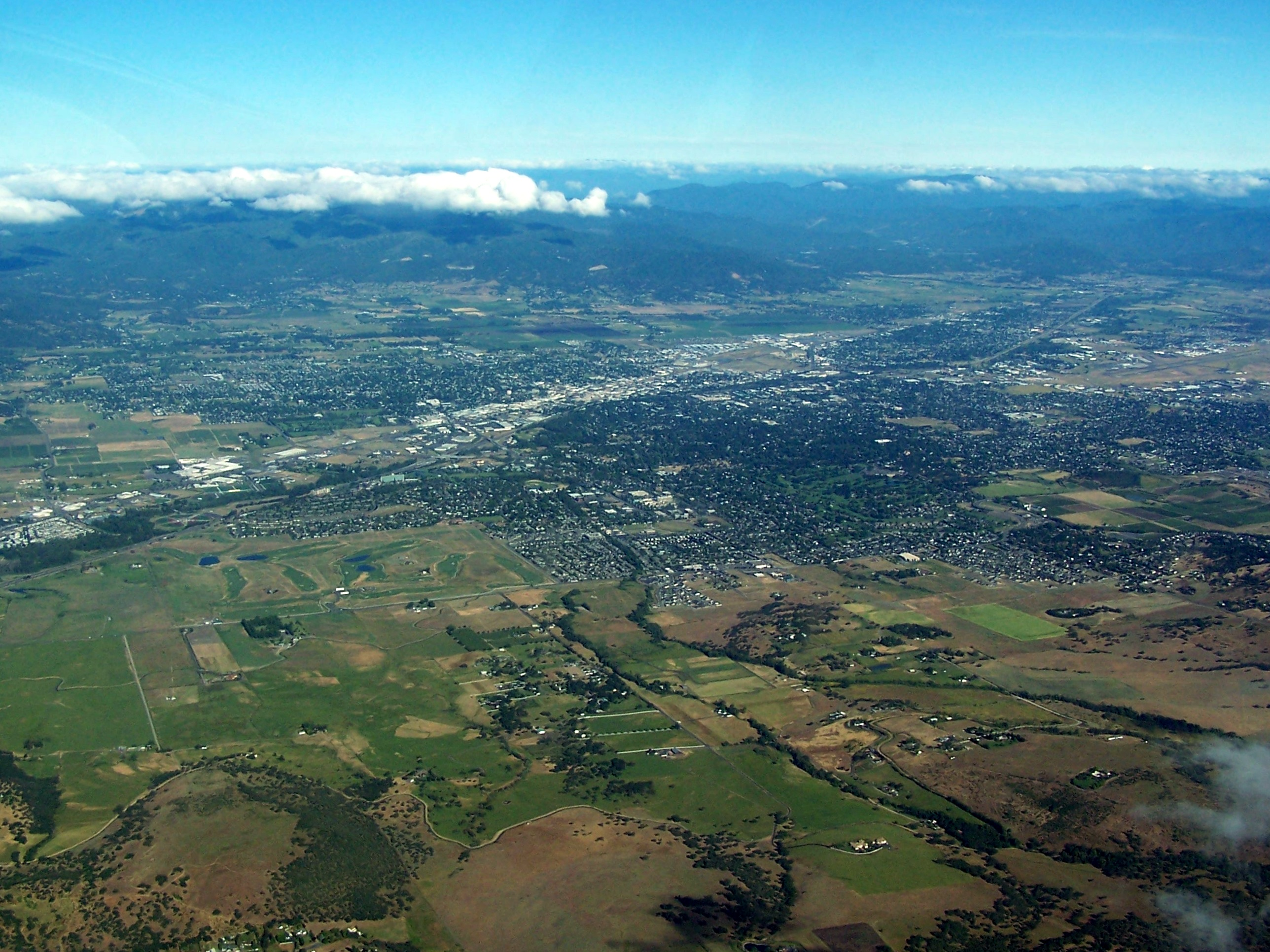
メドフォードの空中写真

1967年、州間高速道路5号線がメドフォード中心街の直ぐ側に完成し、それまでのパシフィック・ハイウェイ（オレゴン州道99号線）に代わった。その完成以来、メドフォード中心街では小企業が衰退した原因だといわれたが、それでも市内を横切ろうとする通勤者には重要なルートであり続けている。実際のところ、1999年に行われた調査では北から州間高速道路5号線に入る自動車の45％はわずか3マイル (5 km) 先の市内南部で5号線を出ていた。
州間高速道路5号線の交通量が増えたので、2006年にメドフォードの北に新しいインターチェンジができた。この工事には3,600万ドルが掛けられ、5号線とクレーターレイク・ハイウェイ（オレゴン州道62号線）との間の交通を改善した。さらにメドフォード南部で交通量の問題が生じたので、7,200万ドルを掛けて別のインターチェンジ建設が促進された。この工事は2006年に始まり、2010年に完成した。
1990年代以降、メドフォードはかなりの資源を都市再開発に投じ、中心街地域の再活性化を行ってきた。クラテリアン・ジンジャー・ロジャーズ劇場や、禁酒法時代のクーリー・ネフ倉庫で現在はパレット・ワイン社が都市型ワイナリーとして運営している建物など幾つかの古い建物が改修された。通りが再整備され、新しい側道、交通信号および自転車レーンが付けられ、新しい駐車場2か所も建設された。中心街には歴史あるカーネギー図書館に代わって新しい図書館が建設され、ローグ・コミュニティ・カレッジと南オレゴン大学の新しいサテライト・キャンパスができた。
2008年と2009年の経済不況によりメドフォード市とリチア・モーターズの協業事業である「ザ・コモンズ」が中断された。この事業は近年で中心街に行われる最大級のものであり、駐車能力を増やし、レクリエーションと商業地域を確保することを目指していた。工事が中断される前にグレイハウンド (バス)グレイハウンドのバス停が移動し、水際を整備するために85万ドルが遣われていた。当初、ザ・コモンズにはリチア・モーターズの10階建て本社が入る予定だった。経済の先行きが不透明なためにその計画は4階建てまで後退された。この工事の起工式が2011年4月22日に行われ、第1段階の完成は2012年が見込まれている。

## 地理
メドフォードは北緯42度19分55秒 西経122度51分43秒 / 北緯42.33194度 西経122.86194度に位置する。北緯42.3度のカリフォルニア州境から北に約27マイル (43 km) にある。アメリカ合衆国国勢調査局に拠れば、市域全面積は21.7平方マイル (56.2 km2)であり、全て陸地である。太平洋が西75マイル (121 km) にあり、最も近い海岸である。最も近い川は8マイル (13 km) 離れたローグ川、最も近い湖は13マイル (21 km) 離れたアガテ湖である。
メドフォード市の近くにはグランツパス、クラマスフォールズ、アシュランド、ローズバーグの各市があり、またカリフォルニア州のレディングとクレセントシティも近い。州都セイラムからは229マイル (369 km) 離れている。
最も近い州間高速道路は5号線であり、市の中心を北西から南東に抜けている。他の州間高速道路との最も近いジャンクションは273マイル (439 km) 離れたポートランドの84号線と、309マイル (497 km) 離れたサクラメントの80号線である。メドフォードはオレゴン州道99号線、同238号線、同62号線のジャンクションとしても機能しており、6マイル (10 km) 離れたオレゴン州道140号線もある。
メドフォード付近にはアッパーとローワーのテーブルロックで表されているように古代火山の溶岩が流れた名残があり、またマクローリン山とマザマ山の名残であるクレーターレイクがある。晩春や初夏にはマクローリン山斜面の雪が融けて「天使の羽」と呼ばれる形になる。これをインディアンはミサゴと解釈し、サケが遡上し始める印にしている。

### 気候
メドフォードはカスケード山脈とシスキュー山脈の間のローグ・バレーと呼ばれる雨陰にある。太平洋岸北西部の特にオレゴン州に降る雨はほとんどメドフォードに及ばず、ウィラメットバレーより乾燥し、日照が多い。その気候は緯度の割りに夏も冬もかなり暖かい地中海性気候（ケッペンの気候区分Csa）である。夏はオレゴン州東部に、冬は海岸部に似ている。夏は90°F (32℃) を超える日が90日もある年が多く、7月や8月には100°F (38℃) を超えることもある。1981年8月には4日間連続で110°F (43℃) 以上となり、2日間は114°F (46℃) に達した。メドフォードでは冬に気温逆転現象もある。製材産業が盛んだった時代には霧が濃くて視界が5フィート (1.5 m) もないようなことが起こりえた。この気温逆転現象は数週間続くこともあった。この都市圏ではアメリカ合衆国の中で最も平均風速が遅いからだと指摘する者もいる。
冬には降雪もあるが、雨陰効果によって年平均では5インチ (12.5 cm) 程度である。1955年から1956年の冬には31インチ (79 cm) の降雪があった。
| メドフォードの気候     | メドフォードの気候 | メドフォードの気候 | メドフォードの気候 | メドフォードの気候 | メドフォードの気候 | メドフォードの気候 | メドフォードの気候 | メドフォードの気候 | メドフォードの気候 | メドフォードの気候 | メドフォードの気候 | メドフォードの気候 | メドフォードの気候 |
| 月                     | 1月                | 2月                | 3月                | 4月                | 5月                | 6月                | 7月                | 8月                | 9月                | 10月               | 11月               | 12月               | 年                 |
| ---------------------- | ------------------ | ------------------ | ------------------ | ------------------ | ------------------ | ------------------ | ------------------ | ------------------ | ------------------ | ------------------ | ------------------ | ------------------ | ------------------ |
| 最高気温記録 °C （°F） | 21 (70)            | 25 (77)            | 27 (81)            | 34 (93)            | 38 (100)           | 42 (107)           | 45 (113)           | 46 (114)           | 43 (109)           | 37 (98)            | 25 (77)            | 21 (69)            | 46 (114)           |
| 平均最高気温 °C （°F） | 8.5 (47.3)         | 12.1 (53.8)        | 14.6 (58.3)        | 17.9 (64.3)        | 22.3 (72.2)        | 27.3 (81.2)        | 32.3 (90.2)        | 32.3 (90.1)        | 28.6 (83.5)        | 21.1 (70.0)        | 11.6 (52.8)        | 7.3 (45.2)         | 19.7 (67.4)        |
| 平均最低気温 °C （°F） | −0.6 (30.9)        | 0.6 (33.1)         | 2.2 (35.9)         | 3.9 (39.0)         | 6.7 (44.0)         | 10.1 (50.1)        | 12.9 (55.2)        | 12.7 (54.9)        | 9.1 (48.3)         | 4.6 (40.2)         | 1.7 (35.0)         | −0.6 (31.0)        | 5.3 (41.5)         |
| 降水量 mm （inch）     | 62.7 (2.47)        | 53.3 (2.10)        | 47 (1.85)          | 33.3 (1.31)        | 30.7 (1.21)        | 17.3 (.68)         | 7.9 (.31)          | 13.2 (.52)         | 19.8 (.78)         | 30.7 (1.21)        | 74.4 (2.93)        | 73.7 (2.90)        | 466.6 (18.37)      |
| 出典：NOAA August 2010 |                    |                    |                    |                    |                    |                    |                    |                    |                    |                    |                    |                    |                    |

## 市政府
メドフォード市は市政委員会、シティマネジャー方式を採用している。市政委員は選挙で選ばれる1人の市長と8人の委員から構成され、委員は4つの選挙区から2人ずつ選ばれている。委員会は専門家のシティマネジャーを雇用し、市職員の雇用など日々の市政運営を任せている。
市長と市政委員は無給であるが、使用する費用については補償されている。
現市長はゲーリー・ヘイル・ウィーラーであり、2004年11月の選挙で初当選した。2008年にも97.5％の得票で再選された。現在の任期は2012年までである。
ウィーラーはメドフォード市内に医院を構える検眼医である。市長に選ばれる前はメドフォード都市再生機関に13年間勤め、アメリカ陸軍時代には検眼医を担当していた。

### 市政委員会
メドフォード市法で市内を4つの選挙区に分けており、それぞれ2人の委員が選ばれている。2年ごとに1人ずつが改選され任期は4年間となっている。

### シティマネジャー
現シティマネジャーはマイケル・ダイアルである。1998年6月に市政委員会の議決で採用された。ダイアルはアメリカ陸軍の退役兵であり、以前はユタ州オレムやネバダ州ノースラスベガスでシティマネジャーの経験があった。

## 経済

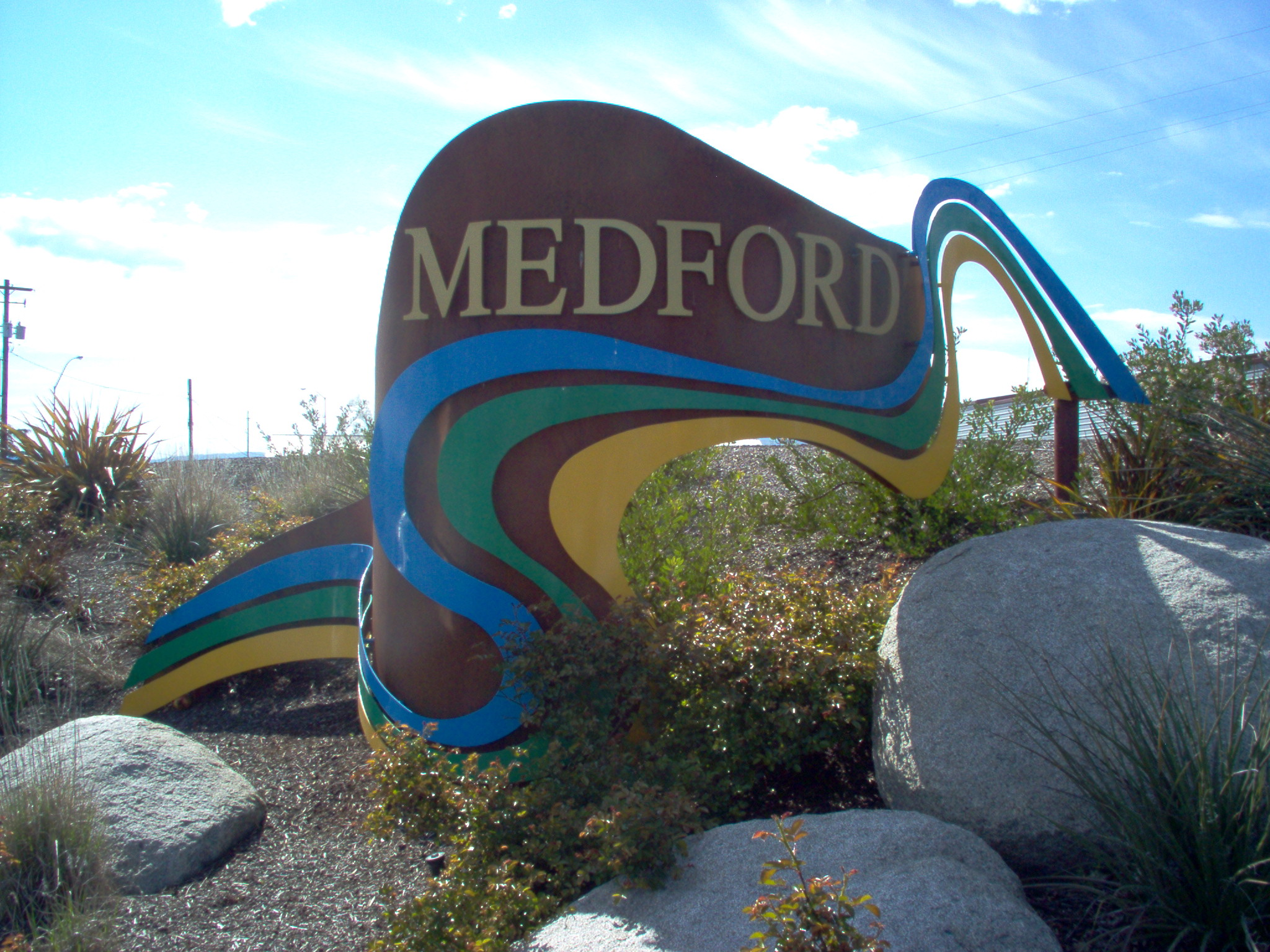
メドフォード北端近くにある歓迎看板

メドフォードの経済は主に医療産業に牽引されている。
メドフォードはオレゴン州南部とカリフォルニア州北部に跨る人口46万人以上の地域で経済中心となっている。メドフォード広域地域における小売業の2008年売上高は75億ドルである。その平均値はポートランドやユージーンの市場よりも大きい。
昔は農業（ナシ、モモ、ワイン用ブドウ）と製材業で経済が推進されていた。果物と贈答用食品ではアメリカ合衆国最大の直接販売者であるハロー・アンド・デビッド・オペレーションズがメドフォードを本拠にしている。常雇い1,700人、季節雇用者約6,700人とオレゴン州南部では最大の雇用主である。1910年に設立されローグ・バレーの果樹園から収穫して商品を販売していた。
1995年に設立されたベンチマーク・マップスはアメリカ合衆国西部10州の詳細な地図を製作している。パソコン製造会社ファルコン・ノースウェストは2002年から操業している。映画制作会社パシフィック・インタナショナル・エンタープライジーズは1970年代以降メドフォードから映画を配布している。

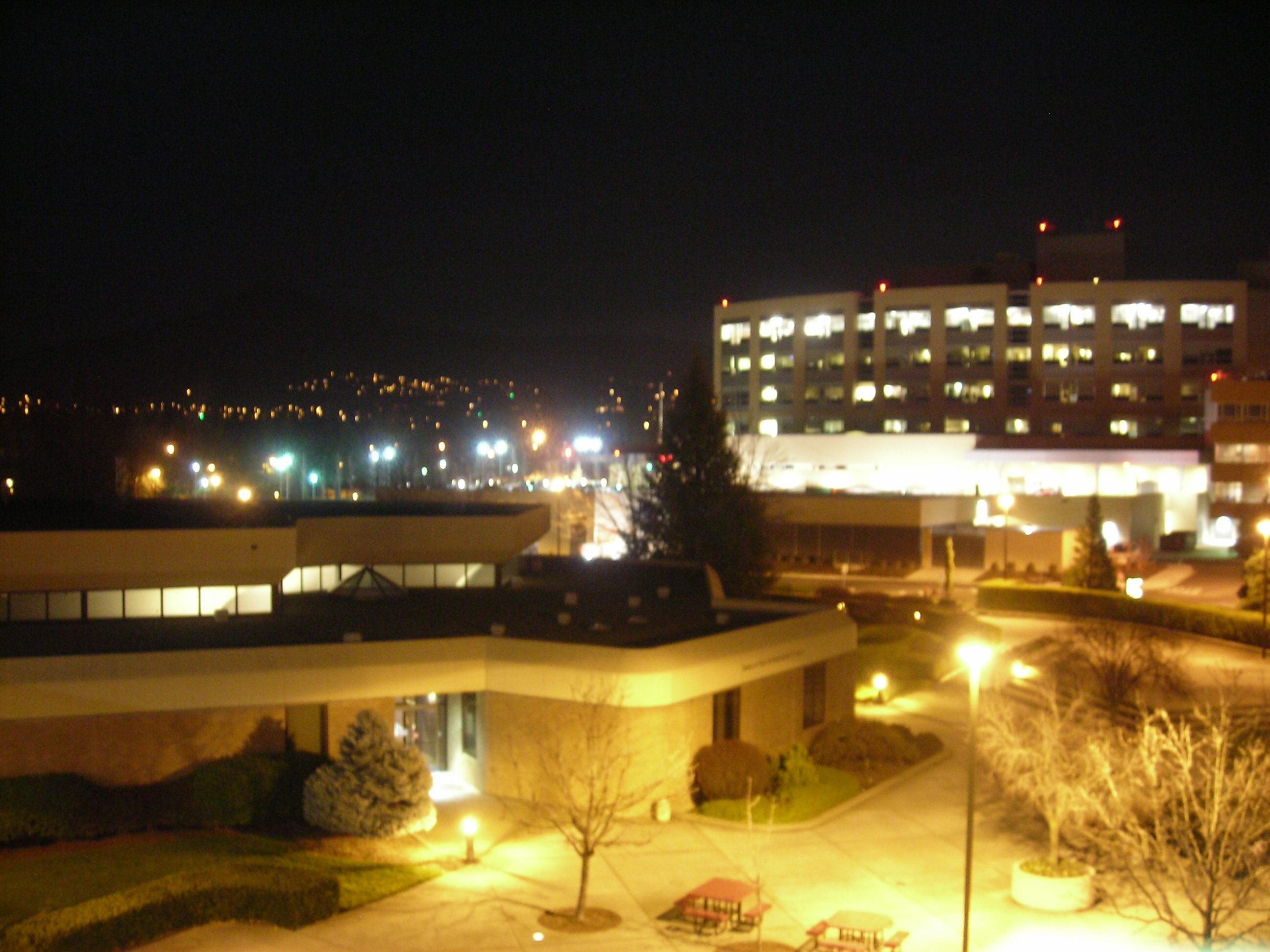
ローグ・バレー医療センター入院病棟

アメリカ合衆国の自動車販売会社として第8位のリチア・モーターズは1970年からメドフォードに本社を置いている。ミシシッピ川より西に100店以上の販社を持っている。
メドフォードから車で数時間以内の距離には同じような大きさの町が無いので、医療の地域中心になっている。ローグ・バレー医療センターとプロビデンス・メドフォード医療センターという2つの総合病院があり、2,000人以上を雇用している。メドフォードは引退者が移住してくる町でもあるので、生活補助や高齢者介護が経済の重要な部分を占めている。
メドフォードと周辺地域では、ボルドー、ローヌおよびブルゴーニュ種のワインなど成長しつつあるオレゴン・ワインの産地になっている。ブドウの品種としてはメルロー、カベルネ・ソーヴィニヨン、シラー、ジンファンデル、ピノ・ノワール、ゲヴュルツトラミネール、リースリング、ピノ・グリ、シャルドネ、ピノ・ブラン、初期マスカットおよびガメ・ノワールがある。オレゴン州の他地域とは異なり、あまり知られていない2品種の栽培にも成功している。すなわちスペインのリオハの基礎として評判のある赤ブドウ、テンプラニーリョと、以前はローヌ地方の孤立した地域のみで見られた白ブドウ、ヴィオニエである。

## 人口動態

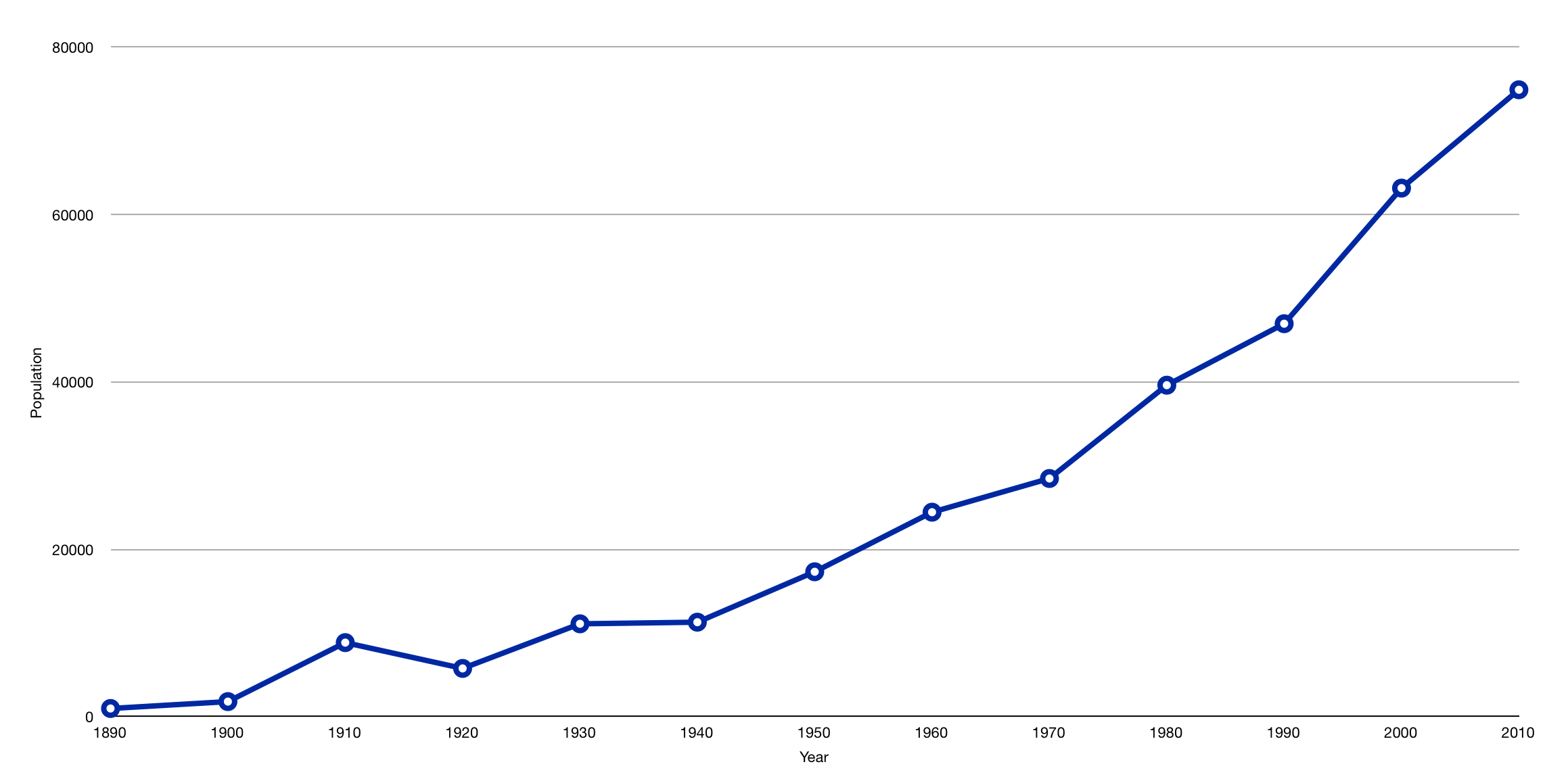
メドフォードの人口推移

以下は2000年国勢調査による人口統計データである。
| 基礎データ - 人口: 63,154人 - 世帯数: 25,093世帯 - 家族数: 16,511家族 - 人口密度: 1,123.7人/km2（2,910.5人/mi2） - 住居数: 26,297軒 - 住居密度: 467.9軒/km2（1,211.9軒/mi2） 人種別人口構成 - 白人: 89.99% - アフリカン・アメリカン: 0.50% - ネイティブ・アメリカン: 1.07% - アジア人: 1.14% - 太平洋諸島系: 0.26% - その他の人種: 3.87% - 混血: 3.17% - ヒスパニック・ラテン系: 9.25% 年齢別人口構成 - 18歳未満: 25.8% - 18-24歳: 8.6% - 25-44歳: 27.3% - 45-64歳: 21.8% - 65歳以上: 16.5% - 年齢の中央値: 37歳 - 性比（女性100人あたり男性の人口） - 総人口: 92.0 - 18歳以上: 88.2 | 世帯と家族（対世帯数） - 18歳未満の子供がいる: 31.7% - 結婚・同居している夫婦: 50.3% - 未婚・離婚・死別女性が世帯主: 11.7% - 非家族世帯: 34.2% - 単身世帯: 27.7% - 65歳以上の老人1人暮らし: 12.6% - 平均構成人数 - 世帯: 2.47人 - 家族: 2.99人 収入と家計 - 収入の中央値 - 世帯: 36,481米ドル - 家族: 43,972米ドル - 性別 - 男性: 34,533米ドル - 女性: 23,714 米ドル - 人口1人あたり収入: 20,170米ドル - 貧困線以下 - 対人口: 13.9% - 対家族数: 10.3% - 18歳未満: 19.8% - 65歳以上: 6.8% |

## 見どころ

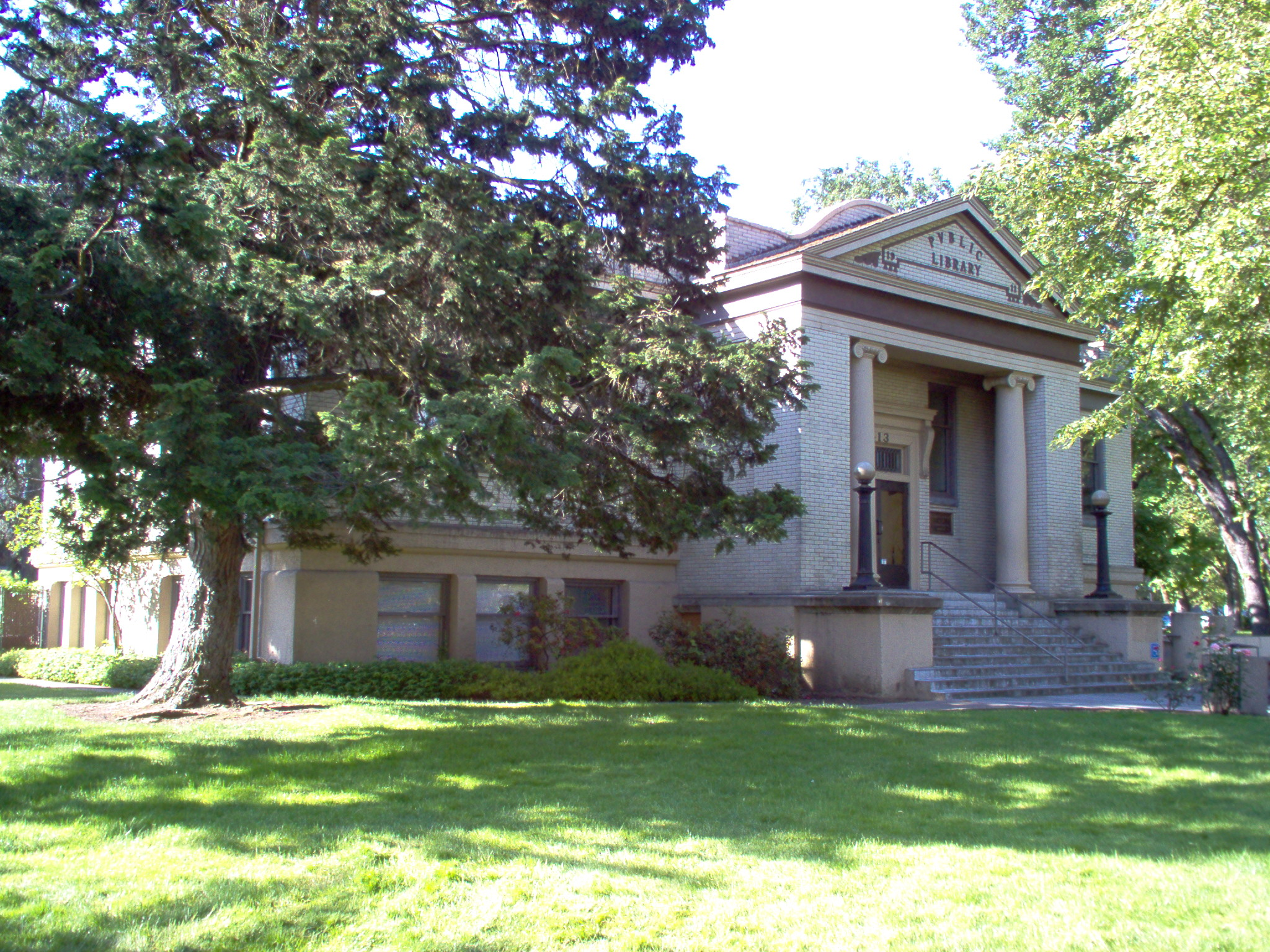
メドフォード・カーネギー図書館

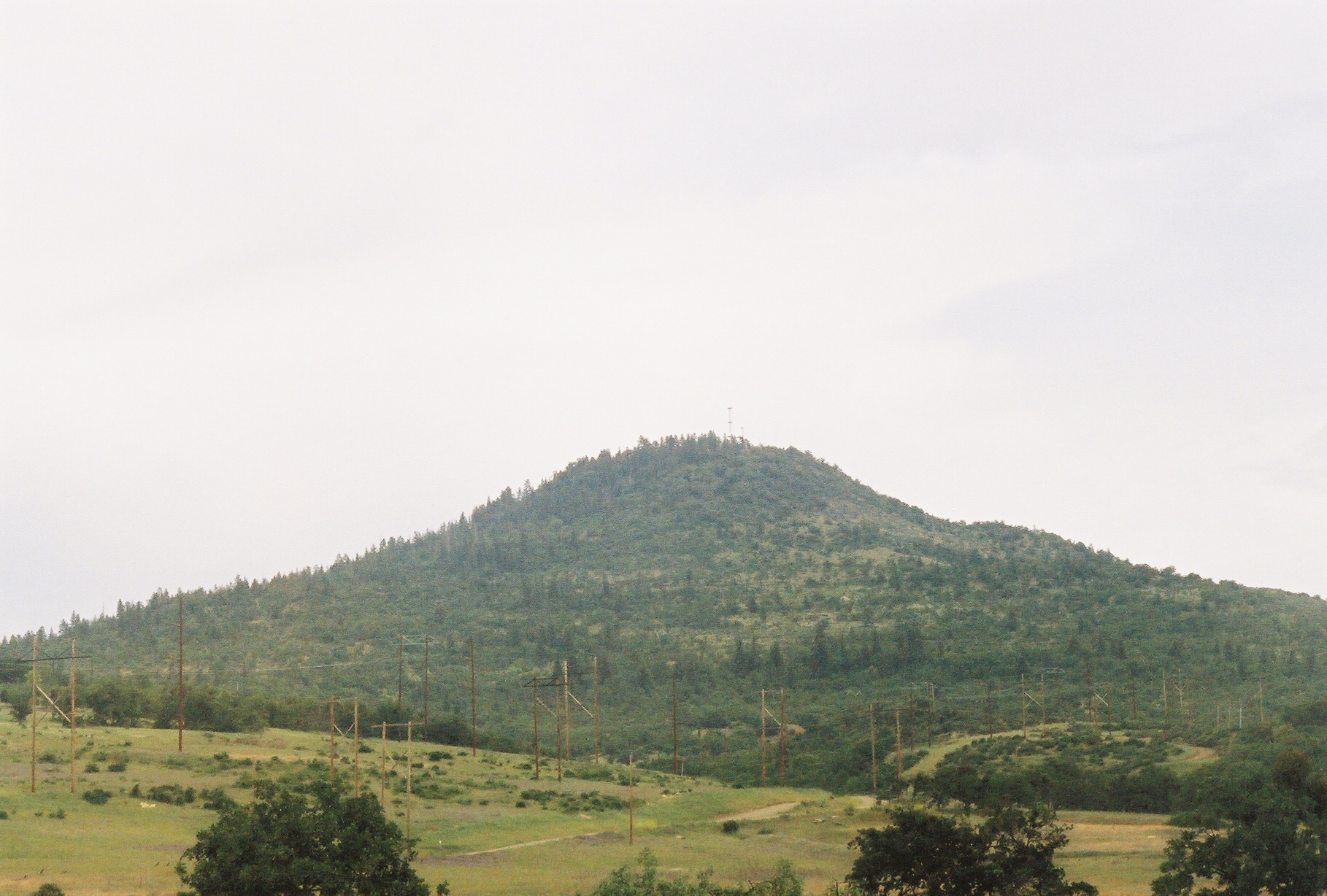
ロクシー・アン峰、東からメドフォード市を見下ろしている

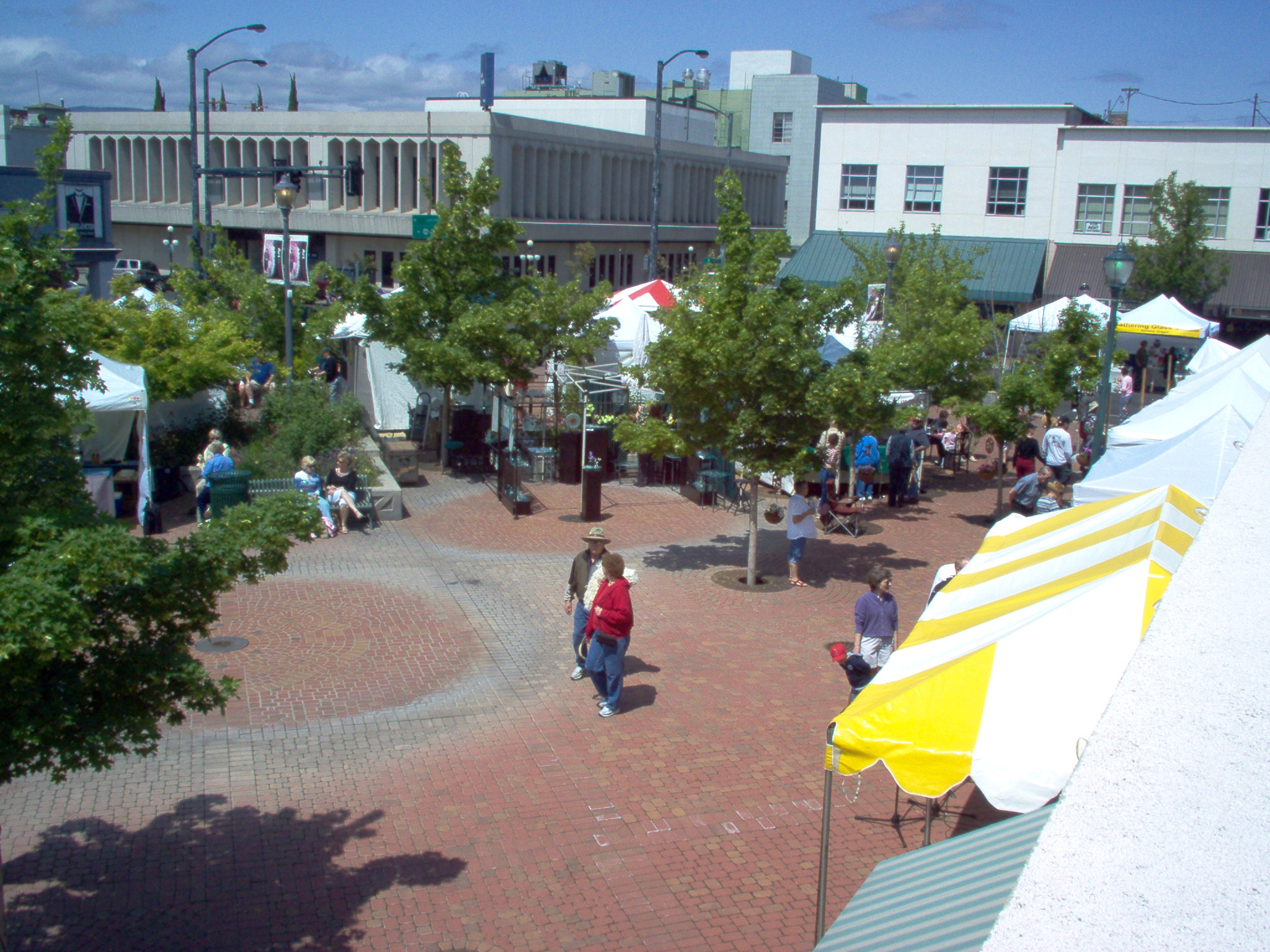
アート・イン・ブルーム2007

### アルバパーク
位置座標: 北緯42度19分26秒 西経122度52分34秒 / 北緯42.3238度 西経122.876度
メドフォード最古の公園であるアルバパークは中心街のホリー通りとメイン通りの交差点にある。当初はカーネギー図書館に近かったので「ライブラリーパーク」と呼ばれ、後にメドフォードの姉妹都市であるイタリアのアルバに因んで改名された。この公園にはあずま屋や噴水に囲まれ2匹の犬を連れた少年の彫像、第二次世界大戦時の日本軍大砲が置かれている。
毎年開催される「なしの花ラン」は公園の通り向かいメドフォード市役所で始まり、一日中公園の中で祭が続く。

### ベアクリーク・コーポレーション、ハリー・アンド・ダビッド
メドフォードは、特に地元で獲れたナシを入れた贈答用バスケットで世界中に知られたベアクリーク・コーポレーションの誕生地である。工場見学もできる。

### ベアクリークパーク
メドフォード南部にあるベアクリークパークは広さが100エーカー (400,000 m²) 近くあり、プレスコット公園に次いで2番目に大きな公園である。その西側にはベア・クリークとベアクリーク緑道がある。テニスコート4面、スケートパーク、ドッグパーク、円形劇場、大きな遊技場、モトクロス用道路、およびコミュニティ庭園がある。
1925年以来、その土地は幾つかの目的に使われてきた。最初の部分はモリー・キーンという住民から買収された。町はそこを1939年までゴミ焼却に使っていた。その後の20年間はガールスカウトのキャンプ場となり、それから数年間は私有地になっていた。ベア・クリークの汚染に関する心配が持ち上がって1963年にはメディアの注目を引き、市はこれらの土地を買収した。1988年、ニューヨークのロバート・レザーズがデザインした遊技場が建設された。

### I.O.O.F. イーストウッド歴史墓地
1890年に設立されたイーストウッド歴史墓地はベアクリークパークの直ぐ北にあり、広さは20エーカー (80,000 m²) ある。ここにはJ・S・ハワードなどメドフォードの多くの住民が眠っている。無料ツアーも可能である。 

### クレア・ハンリー樹木園
クレア・ハンリー樹木園は1962年にクレア・ハンリーとメアリー・ハンリー姉妹によって植樹されたのが始まりである。姉妹は現在のオレゴン州道238号線に沿った歴史ある「マイケル・ハンリー農場」で育った。現在はオレゴン州立大学に所属する大規模な農業研究センターの一部になっている。ハナミズキ(cornus mas)、ハンカチノキ、およびサワーウッドなどが植えられている。

### メドフォード・カーネギー図書館
メドフォード・カーネギー図書館は中心街にある2階建ての元図書館である。1911年にアンドリュー・カーネギーの寄付で建設されたが、2004年に、やはり中心街のローグ・コミュニティ・カレッジの拡張キャンパス近くに新しい図書館が建設された後は空き屋になった。現在は同窓会の集会場所や公衆の会議所に使ったり、および隣接する市役所の事務所を移す計画がある。

### ロクシー・アン峰とプレスコットパーク
メドフォード市の最も目立つランドマークの一つであるロクシー・アン峰は市の東部にある3,000年前の休火山である。標高は3,573フィート (1,089 m) あり、バレーの底面からの高度差は2,000フィート (600 m) ある。この麓丘陵部に住んだ初期開拓者ロクシー・アン・ボーウェンに因んで名付けられた。
ロクシー・アン峰の頂上を含めかなりの部分がメドフォード最大の公園である。プレスコットパークと呼ばれる保護地域に囲まれている。プレスコットパークの広さは1,740エーカー (6.96 km²) ある。この土地は1930年代に取得され、1933年に勤務中に殺害された警官ジョージ・J・プレスコットに因んで命名された。
プレスコットパークの一部で、ロクシー・アン峰に通じる最も良く使われる歩道は、麓の第2ゲートから約950フィート (290 m) 登り、標高3,573フィート (1,089 m) の頂上に達している。全長は3.4マイル (5.4 km) あり、ボーグ・バレーのパノラマを楽しむことができる。

### フォーゲル・プラザ
位置座標: 北緯42度19分35秒 西経122度52分19秒 / 北緯42.3264度 西経122.8719度
中心街のメイン通り東とセントラル・アベニューの交差点に1997年に完成されたフォーゲル・プラザはその後直ぐに地元行事の中心地になった。例えば「アート・イン・ブルーム」祭は毎年母の日に開催されている。この2日間の祭に10,000人の観客が集い、75人以上の芸術家がその作品を展示し、また生演奏、ワークショップ、食事および子供向け活動が行われている。

## 教育
メドフォードの公共教育はメドフォード教育学区549cが管轄し、南北2つの高校がある。幾つかの私立高校もあって、その中でセントメアリーズ高校とカスケード・クリスチャン高校が大きい。さらに公立小学校14校、中学校2校があり、児童・生徒数は12,500人以上となっている。
クロスローズ学校は私立のオルターナティブ高校であり、私立の宗教系高校3校と共に運営されている。
1997年、グランツパスに本拠を置くローグ・コミュニティ・カレッジが中心街の5ブロックに跨る7つの建物を持つキャンパスを建設した。近くのアシュランドに本拠を置く南オレゴン大学が2007年にローグ・コミュニティ・カレッジと協業し、8番目の建物を建設して、3年生と4年生の教育を行えるようにした。元ダブ・バイブル・インスティチュート、現在のパシフィック・バイブル・カレッジは1989年に設立された。

## 犯罪と法の執行
|        | 暴力犯罪 | 暴力犯罪 | 暴力犯罪 | 暴力犯罪 | 暴力犯罪 | 窃盗犯罪 | 窃盗犯罪   | 窃盗犯罪 | 窃盗犯罪 |
| ------ | -------- | -------- | -------- | -------- | -------- | -------- | ---------- | -------- | -------- |
| 殺人   | 強姦     | 強盗     | 暴行     | 合計     | 夜盗     | 窃盗     | 自動車窃盗 | 合計     |          |
| 2007年 | 0        | 30       | 44       | 191      | 265      | 412      | 2,662      | 196      | 3,270    |
| 2006年 | 1        | 22       | 36       | 193      | 252      | 456      | 2,748      | 177      | 3,381    |
| 2005年 | 1        | 28       | 53       | 243      | 325      | 556      | 3,455      | 279      | 4,290    |
| 2004年 | 0        | 21       | 38       | 229      | 288      | 551      | 3,272      | 257      | 4,080    |

連邦捜査局（FBI）が発行する『アメリカ合衆国の犯罪』は国内の警察組織から上がった統計データを載せている。右の表は2004年から2007年のメドフォード市の統計データである。
急成長した都市によくあるように、メドフォードは過去10年間で暴力行為や組織犯罪が急上昇した。
メドフォードとオレゴン州南部でメタンフェタミン（覚醒剤）の使用が問題となっており、なりすまし犯罪など多くの窃盗犯罪で大きな部分を占めていると考えられている。

### 警察署
メドフォード警察署は警官103名と市民雇員77名によって運営されている。

## 著名な出身者と住人
- ウィリアム・アバークロンビー　- アメリカ海軍士官
- ジャスティン・バルドニ　- 俳優
- ジェフ・バリー - プロ野球選手（外野手）、千葉ロッテマリーンズに在籍したことがある
- ケント・ベック - ソフトウェア技師、エクストリーム・プログラミング (XP) の考案者
- ビル・ボワーマン　- 陸上競技コーチ、ナイキの共同設立者
- エドウィン・ラッセツ・ダーノ　- オレゴン州上院議員、下院議員
- ロバート・G・エメンス　- 第二次世界大戦中のドーリットル空襲に参加した士官
- ディック・フォスベリー - 陸上競技走り高跳び選手、背面跳びの考案者
- ジョン・リンドストローム、俳優
- リチャード・ニブリー　- バイオリニスト、作曲家、音楽教育家
- ケリン・クイン　- スリーピング・ウィズ・サイレンスのボーカル
- ジンジャー・ロジャース - 女優、1940年には『恋愛手帖』でアカデミー主演女優賞を受賞
- チャールズ・ロイアー　- 元シアトル市長、ハーバード政治大学院のディレクター
- マーク・ライデン、画家
- ビック・スナイダー　- アーカンソー州選出アメリカ合衆国下院議員
- ケビン・タワーズ　- プロ野球選手（投手）、引退後にMLBのサンディエゴ・パドレスとアリゾナ・ダイヤモンドバックスの2球団でゼネラルマネージャー（GM）を務めた。
- マイク・ホワイトヘッド - 総合格闘家
- ヘレン・M・ダンカン - 科学者
- スティーブ・ベックラー - MLBの投手。現役中に熱射病で23歳で死去。ダイエット用サプリメントとして服用していたエフェドラが熱射病の要因だったことからアメリカ国内でのエフェドラの販売を禁止する契機となった。

## メディア
メドフォードで視聴できるテレビ局は7局あり、全国ネットが網羅されている。聴取できるラジオ局はFM局が18局、AM局が6局ある。

### 新聞
メドフォードとジャクソン郡の公式新聞は「メイル・トリビューン」であり、オッタウェイ・コミュニティ・ニューズペーパーズが所有している。1909年にメドフォードの「メイル」とアシュランドの「トリビューン」が合併した後に発刊した。2004年時点の発行部数は37,000部である。

## プロスポーツチーム
メドフォード出身者あるいは住人からは、これまでも有名なスポーツ人が輩出してきたことに加え、1948年からは幾つかのプロスポーツチームが本拠地にしてきた。野球ではノースウェストリーグのメドフォード・Aズ、後のサザンオレゴン・ティンバージャックスが有名である。このチームはオークランド・アスレチックス傘下のAクラスマイナーリーグ・チームであり、1979年から1999年まで歴史あるマイルズ・フィールドを使ってきたが、その後ブリティッシュコロンビア州バンクーバーに移転した。現在は拡張フランチャイズのチームを誘致する話があるが、適当な球場が無いのも事実である。
屋内フットボールではナショナル・インドア・フットボールリーグのサザンオレゴン・ヒートが2001年に本拠地にした。ジャクソン郡エクスポ公園のコンプトン・アリーナを試合場に使った。
ラバレーン・ボウリング場では全米プロボウラーズ協会のメドフォード・オープンを毎年1月に開催していたが、2009年の大会が最後になった。

## 交通
メドフォード市は市内322 km の道路を管轄している。

### 主要高規格道路

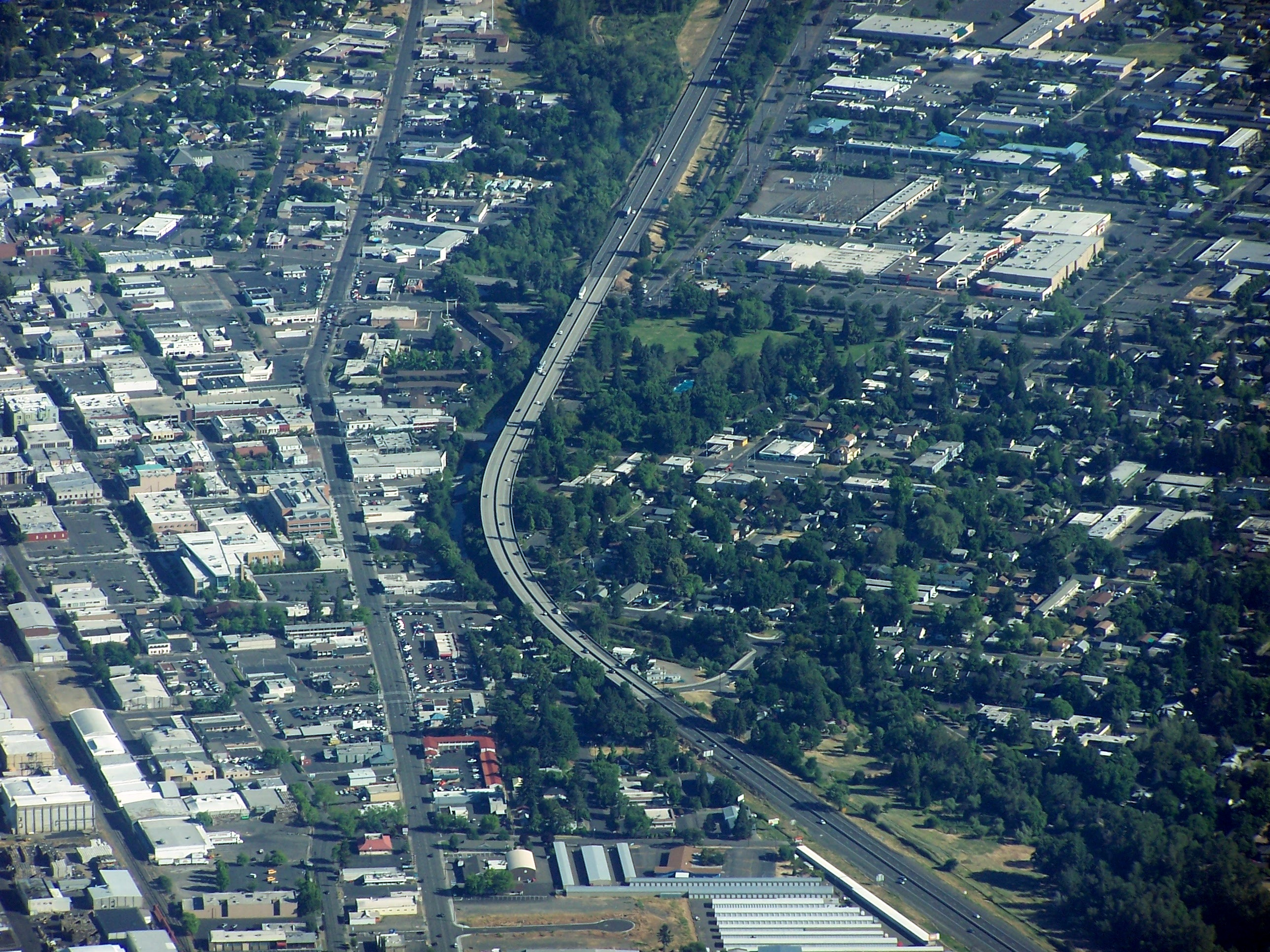
州間高速道路5号線の高架橋

- 州間高速道路5号線、市の中心部を通過している。高速道路部分は3,229フィート (984 m) の高架橋であり、ベア・クリークと中心街を跨いでいる[81][82]。メドフォード市の両端で高速道路出口がある。
- オレゴン州道99号線、市の中心部を抜けている
- オレゴン州道62号線、市の北側を通っている
- オレゴン州道238号線、市の北西部を通っている

### 航空
メドフォードにはオレゴン州で3番目に乗降客の多いローグ・バレー国際メドフォード空港（空港コード：MFR）がある。2007年には647,471人が利用し、1978年から2008年の期間では1,100万人以上となった。2本のアスファルト舗装滑走路があり、5つの航空会社が1日約60便を運行している。
空港ターミナルの拡張が進行しており、設備が改良される予定である。

### バス
メドフォード都市圏では1975年以来ローグ・バレー交通地区が公共輸送を担当している。月曜日から金曜日まで、バス便が8路線運行されており、そのうち4路線は近くのセントラルポイント、ジャクソンビル、フェニックス、タレント、アシュランドおよびホワイトシティ各市まで運行されている。全ての路線は市内フロント通りの乗換駅を発着しており、ここには2008年10月からグレイハウンドのバスも停留所がある。

### 鉄道
メドフォードを通る旅客鉄道は無い。アムトラックの列車は近くのクラマスフォールズに停車している。市民はフロント通りの乗換駅からバスで約2時間半かけて鉄道駅に行くことになる。

### 水運
最も近い海港は167マイル (269 km) 離れたクーズベイ港である。
近くのローグ川は、1906年にゴールドヒル近くに建設された水力発電ダムである「ゴールドレイ・ダム」で洪水制御している。アメリカ国立気象局は洪水レベルを3.6 m としている。この水位になると太平洋とローグ・バレーの間の航行が制限されている。小さな貨物船でも航行できず、メドフォードに船荷を運ぶ場合はさらに小さな曳き船が必要になる。それゆえにメドフォードの近くに海港は無い。

## 大衆文化の中で
メドフォードは1944年のフィルム・ノワール映画『深夜の告白』で、ポーター・ホールが演じた登場人物ジャクソン氏の故郷である。ディートリヒソンの死に繋がった出来事を思い出すよう促されたときに、ジャクソン氏は「キーズさん、私はメドフォードの人間だ、メドフォードで育ち、この心を作り上げてきた」と語っている。

## 姉妹都市
アルバ市とメドフォードは姉妹都市である。
1960年に姉妹都市制度ができてから間もなくメドフォード市はイタリアのアルバ市と提携した。両市は9,175 km 離れており、当時の人口、地理および気候の類似性から姉妹都市を結んだ。
両市は毎年交互に交換留学生を派遣している。毎年3月と4月、メドフォードの高校生がアルバを訪れ、ホストファミリーの所に滞在する。アルバ市の高校生は翌年にメドフォード市を訪問している。2007年には67人の高校生がイタリア行きに応募したが、実際には24人が選抜された。
アルバを選定したのは元市長（1957年-1962年）のジョン・W・スナイダーであり、アルバの元市長オズワルド・カナッソに衛星電話を掛けた。